# 白峰三山
白峰三山（しらねさんざん）は、南アルプス国立公園内の赤石山脈（南アルプス）にある北岳、間ノ岳、農鳥岳の三山の総称。

## 三山の概要
| 画像 | 名称   | 標高 m | 三角点 等級   | 北岳との 距離 km | 備考                      |
| ---- | ------ | ------ | ------------- | ---------------- | ------------------------- |
|      | 北岳   | 3,193  | 三等 (3,192m) | 0                | 日本百名山 新・花の百名山 |
|      | 間ノ岳 | 3,190  | 三等          | 3.3              | 日本百名山                |
|      | 農鳥岳 | 3,026  | 二等          | 5.9              | 日本二百名山 新日本百名山 |

白根三山と白峰三山とのふた通りの言い方があるが、どちらも同じ山を指し、白根は平家物語に記述があり、白峰三山というのは小島烏水の命名である。
北岳と間ノ岳の間には、中白根山（中白峰）があり、間ノ岳と農鳥岳の間には西農鳥岳（3,051m）がある。北岳と中白根山との鞍部には北岳山荘があり、間ノ岳と西農鳥岳との鞍部には農鳥小屋がある。白峰三山の東側には、鳳凰三山の尾根があり、その稜線は白峰三山の絶好の展望地となっている。
赤石山脈（南アルプス）の主な山は、赤石山脈を参照。

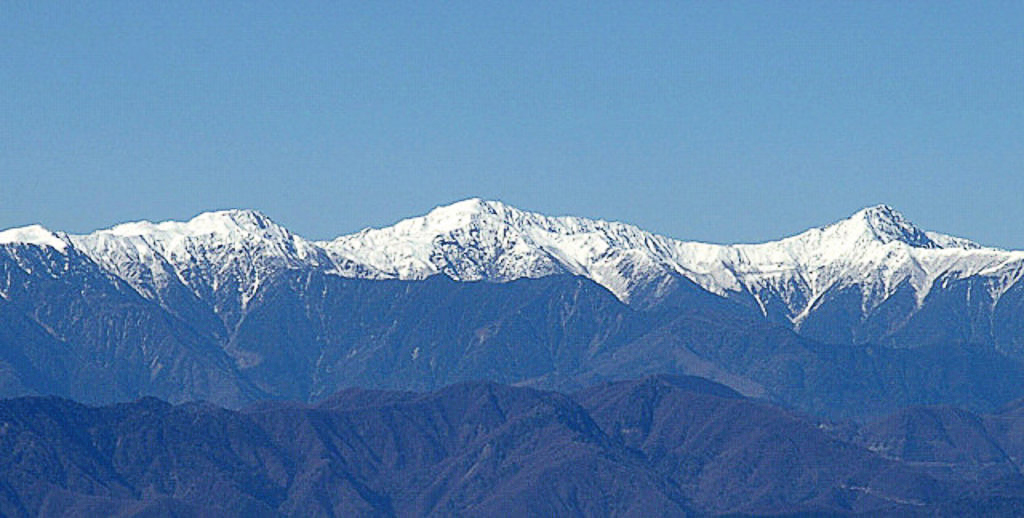
東側の毛無山から望む白峰三山 （左から、農鳥岳、間ノ岳、北岳）
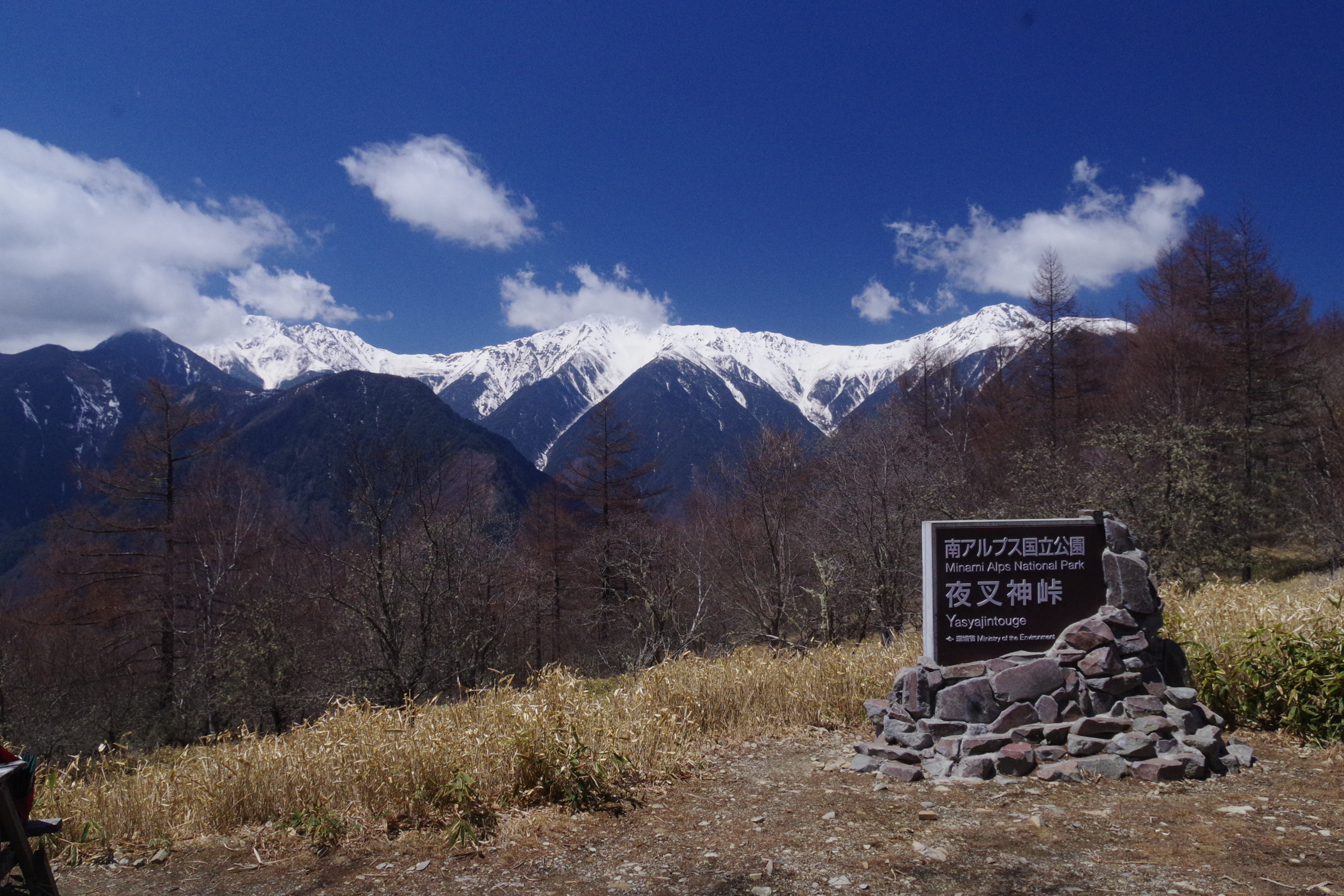
夜叉神峠(山梨県南アルプス市から白峰三山 （左から、農鳥岳、間ノ岳、北岳）

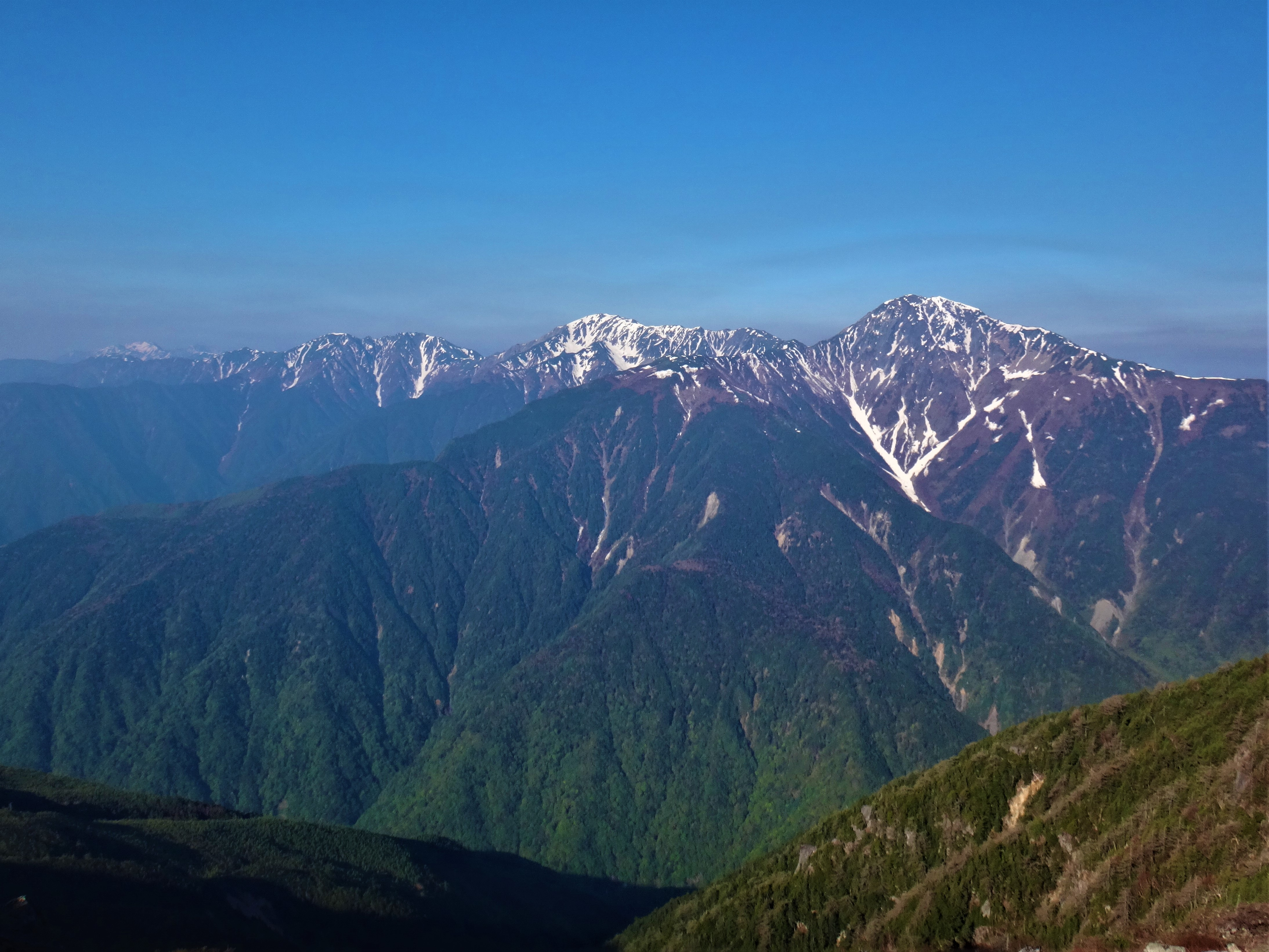
鳳凰山からの白峰三山（５月）
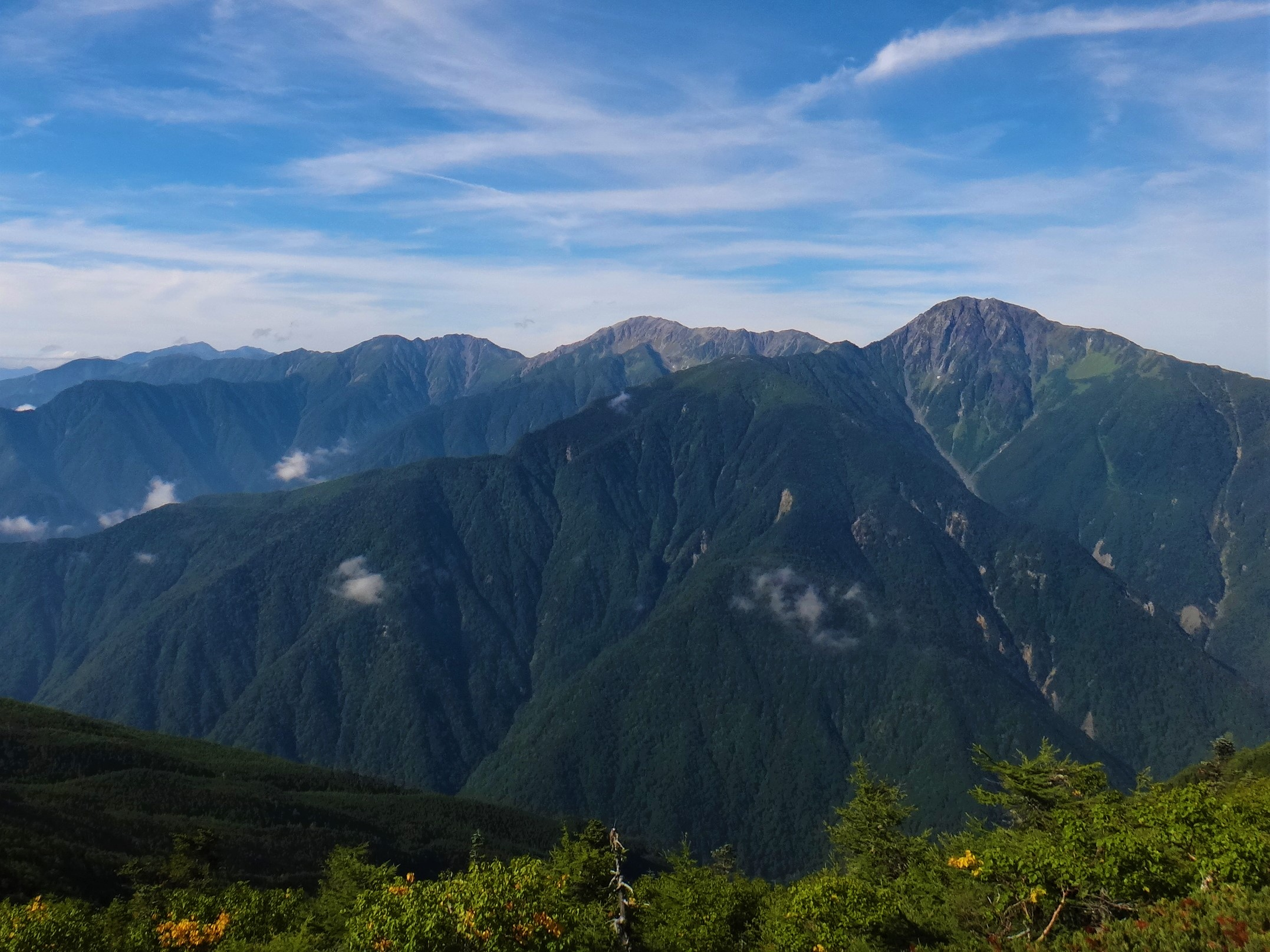
鳳凰山からの白峰三山（９月）
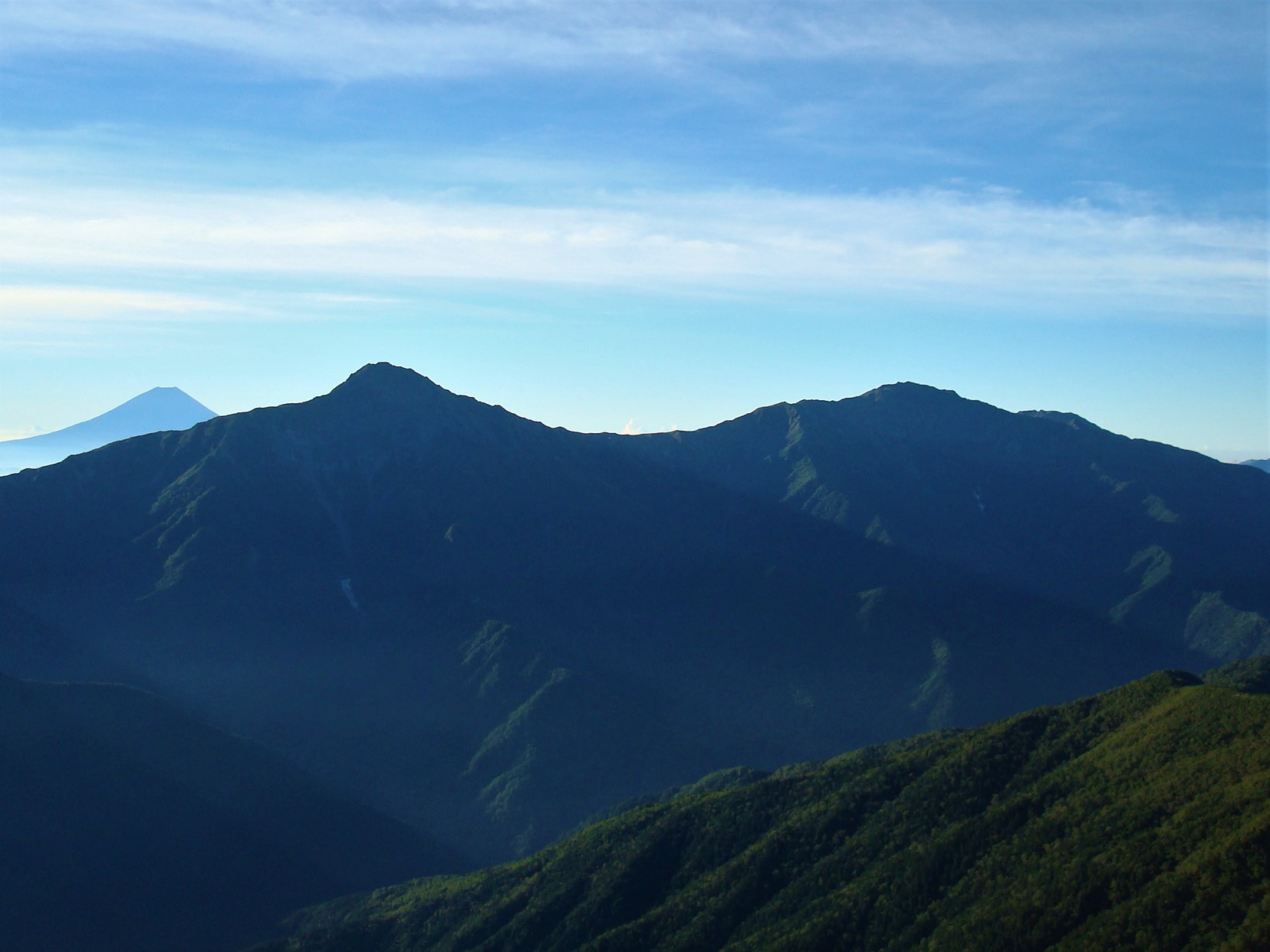
仙丈ヶ岳からの白峰三山（８月）

## 関連図書
- 『アルペンガイド10 南アルプス (ヤマケイ・アルペンガイド) 』山と渓谷社、ISBN 978-4-635-01358-1
- 『北岳・甲斐駒 2010年版 (山と高原地図 41) 』昭文社、ISBN 978-4-398-75721-0